# Callicore zelphanta
Callicore zelphanta is een vlinder uit de onderfamilie Biblidinae van de familie Nymphalidae. De wetenschappelijke naam van de soort is voor het eerst geldig gepubliceerd in 1858 door William Chapman Hewitson.